# グルノーブル6日間レース
グルノーブル6日間レース（仏:Six jours de Grenoble）は、例年10月下旬頃、フランス、グルノーブルのパレ・デ・スポルト・ド・グルノーブル(Palais des sports de Grenoble)で行われていた、自転車競技（トラックレース）の6日間レースの名称。2012年の開催は4日間に日程が短縮された。

## 大会の歴史
当レースの会場は、1968年に開催されたグルノーブルオリンピックの前年である1967年に開場。同大会終了後は多目的ホールとして使用されることになり、その一環として1971年に初開催されたのが当レースである。以来、一部の年を除き、ほぼ毎年開催されていた。2014年の開催をもって終了した。
メイン種目はマディソンなどのペアレースであるが、合間に短距離種目も取り入れられていた。

## 歴代優勝者
| 年     | 優勝者                                                       |
| ------ | ------------------------------------------------------------ |
| 1971-1 | ペーター・ポスト ＝ アレン・ファンランケル                   |
| 1971-2 | アレン・ファンランケル ＝ ジャッキー・ムリュー               |
| 1972   | アレン・ファンランケル ＝ シリユ・ギマール                   |
| 1973   | パトリック・セルキュ ＝ エディ・メルクス                     |
| 1974   | アレン・ファンランケル ＝ ジャッキー・ムリュー               |
| 1975   | パトリック・セルキュ ＝ エディ・メルクス                     |
| 1976   | ギュンター・ハーリツ ＝ ベルナール・テヴネ                   |
| 1977   | レネ・パイネン ＝ フランチェスコ・モゼール                   |
| 1978   | パトリック・セルキュ ＝ ディートリッヒ・テュラウ             |
| 1979   | レネ・パイネン ＝ フランチェスコ・モゼール                   |
| 1980   | ダニー・クラーク ＝ ベルナール・テヴネ                       |
| 1981   | パトリック・セルキュ ＝ ウルス・フロイラー                   |
| 1982   | ベルナール・ヴァレ ＝ ゲルト・フランク                       |
| 1983   | ダニエル・ギージガー ＝ パトリック・クレルク                 |
| 1984   | ベルナール・ヴァレ ＝ ゲルト・フランク                       |
| 1986   | フランチェスコ・モゼール ＝ アンソニー・ドイル               |
| 1987   | シャルリー・モテ ＝ ベルナール・ヴァレ                       |
| 1988   | シャルリー・モテ ＝ ロマン・ヘルマン                         |
| 1989   | ジルベール・デュクロラサール ＝ ダニー・クラーク             |
| 1990   | ローラン・ビオンディ ＝ ローラン・フィニョン                 |
| 1991   | ジャンクロード・コロッティ ＝ フィリップ・タランティーニ     |
| 1992   | ジルベール・デュクロラサール ＝ ピエランジェロ・ビンコレット |
| 1993   | ジルベール・デュクロラサール ＝ ピエランジェロ・ビンコレット |
| 1994   | ディーン・ウッズ ＝ ジャンクロード・コロッティ               |
| 1995   | マルコ・ヴィッラ ＝ シルヴィオ・マルティネッロ               |
| 1995   | マルコ・ヴィッラ ＝ シルヴィオ・マルティネッロ               |
| 1996   | アドリアーノ・バッフィ ＝ ジョヴァンニ・ロンバルディ         |
| 1997   | タユエブ・ブライキア ＝ ヤコブ・ピール                       |
| 1998   | アドリアーノ・バッフィ ＝ アンドレア・コッリネッリ           |
| 1999   | アドリアーノ・バッフィ ＝ アンドレア・コッリネッリ           |
| 2000   | ホアン・リャネラス ＝ イサーク・ガルベス                     |
| 2001   | フランコ・マルヴリ ＝ アレクサンダー・エーシュバッハ         |
| 2002   | アドリアーノ・バッフィ ＝ マルコ・ヴィッラ                   |
| 2003   | フランコ・マルヴリ ＝ アレクサンダー・エーシュバッハ         |
| 2004   | フランコ・マルヴリ ＝ アレクサンダー・エーシュバッハ         |
| 2005   | マシュー・ギルモア ＝ イルヨ・カイセ                         |
| 2006   | フランコ・マルヴリ ＝ アレクサンダー・エーシュバッハ         |
| 2007   | ミカエル・メルケフ ＝ アレックス・ラスムセン                 |
| 2008   | ミカエル・メルケフ ＝ アレックス・ラスムセン                 |
| 2009   | フランコ・マルヴリ ＝ ルーク・ロバーツ                       |
| 2010   | フランコ・マルヴリ ＝ アレクサンダー・エーシュバッハ         |
| 2011   | モルガン・クネスキ ＝ イルヨ・カイセ                         |
| 2012   | ケニー・デケテル ＝ イルヨ・カイセ                           |
| 2013   | モルガン・クネスキ ＝ ヴィヴィアン・ブリス                   |
| 2014   | モルガン・クネスキ ＝ トマ・ブダ                             |